# Guadeloupe-i amazon
A guadeloupe-i amazon (Amazona violacea) a madarak osztályának papagájalakúak (Psittaciformes) rendjébe, a papagájfélék (Psittacidae) családjába és az araformák (Arinae) alcsaládjába tartozó kihalt faj.

## Előfordulása
A Kis-Antillák szigetcsoportjába tartozó Guadeloupe területén élt. Természetes élőhelye trópusi erdők voltak.

## Kihalása
A faj valamikor a 18. század elején halhatott ki végleg, feltehetően az élőhelyéül szolgáló erdők kiirtása és a vadászat miatt.
A közeli rokon martinique-i amazonnal együtt (Amazona martinica) egyike az amazonpapagájok legkevésbé ismert fajainak.
A madár jelenlétére  Guadeloupe szigetein vannak bizonyos nyomok, de bizonyító múzeumi példánya nincs. így külleméről csak elképzelések vannak. Korabeli ábrázolásai vannak ugyan a fajnak, de ezek nem teljesen megbízhatóak. 
A madár életmódjáról semmit sem tud a tudomány.

## Fordítás
- Ez a szócikk részben vagy egészben  a   Veilchen-Amazone című német Wikipédia-szócikk ezen változatának fordításán alapul.  Az eredeti cikk szerkesztőit annak laptörténete sorolja fel. Ez a jelzés csupán a megfogalmazás eredetét és a szerzői jogokat jelzi, nem szolgál a cikkben szereplő információk forrásmegjelöléseként.